# Humpolec (Sušice)
Humpolec (německy Kumpatitz) je malá vesnice a část města Sušice v okrese Klatovy v Plzeňském kraji. Nachází se asi šest kilometrů jihovýchodně od Sušice. Humpolec leží v katastrálním území Humpolec u Sušice o rozloze 2,99 km².
Vesnice se nachází v úzkém pásu luk mezi lesy pokrývajícími okolí Sedla, na území přírodního parku Kašperská vrchovina. Humpolec leží mimo silniční síť, do vesnice vedou pouze štěrkovité a hlinité cesty ve směru východ–západ. Mezi místní pamětihodnosti patří zrekonstruovaná kaple a kašna na návsi.

## Historie
První písemná zmínka o vesnici pochází z roku 1319.

## Obyvatelstvo
| Rok            | 1869 | 1880 | 1890 | 1900 | 1910 | 1921 | 1930 | 1950 | 1961 | 1970 | 1980 | 1991 | 2001 | 2011 | 2021 |
| -------------- | ---- | ---- | ---- | ---- | ---- | ---- | ---- | ---- | ---- | ---- | ---- | ---- | ---- | ---- | ---- |
| Počet obyvatel | 140  | 120  | 136  | 113  | 129  | 117  | 110  | 39   | 3    | 3    | 1    | 1    | 0    | 0    | 0    |
| Počet domů     | 16   | 15   | 16   | 16   | 17   | 20   | 20   | 16   | 16   | 2    | 1    | 1    | 4    | 4    | 5    |

## Obecní správa
Při sčítání lidu v letech 1850–1920 Humpolec byl osadou obce Albrechtice v okrese Sušice. V letech 1921–1949 byl samostatnou obcí v okrese Sušice. V letech 1950–1963 byl znovu osadou obce Albrechtice v okrese Sušice. Od roku 1964 je částí města Sušice v okrese Klatovy. V letech 1921–1949 k obci patřily Milčice.

## Galerie

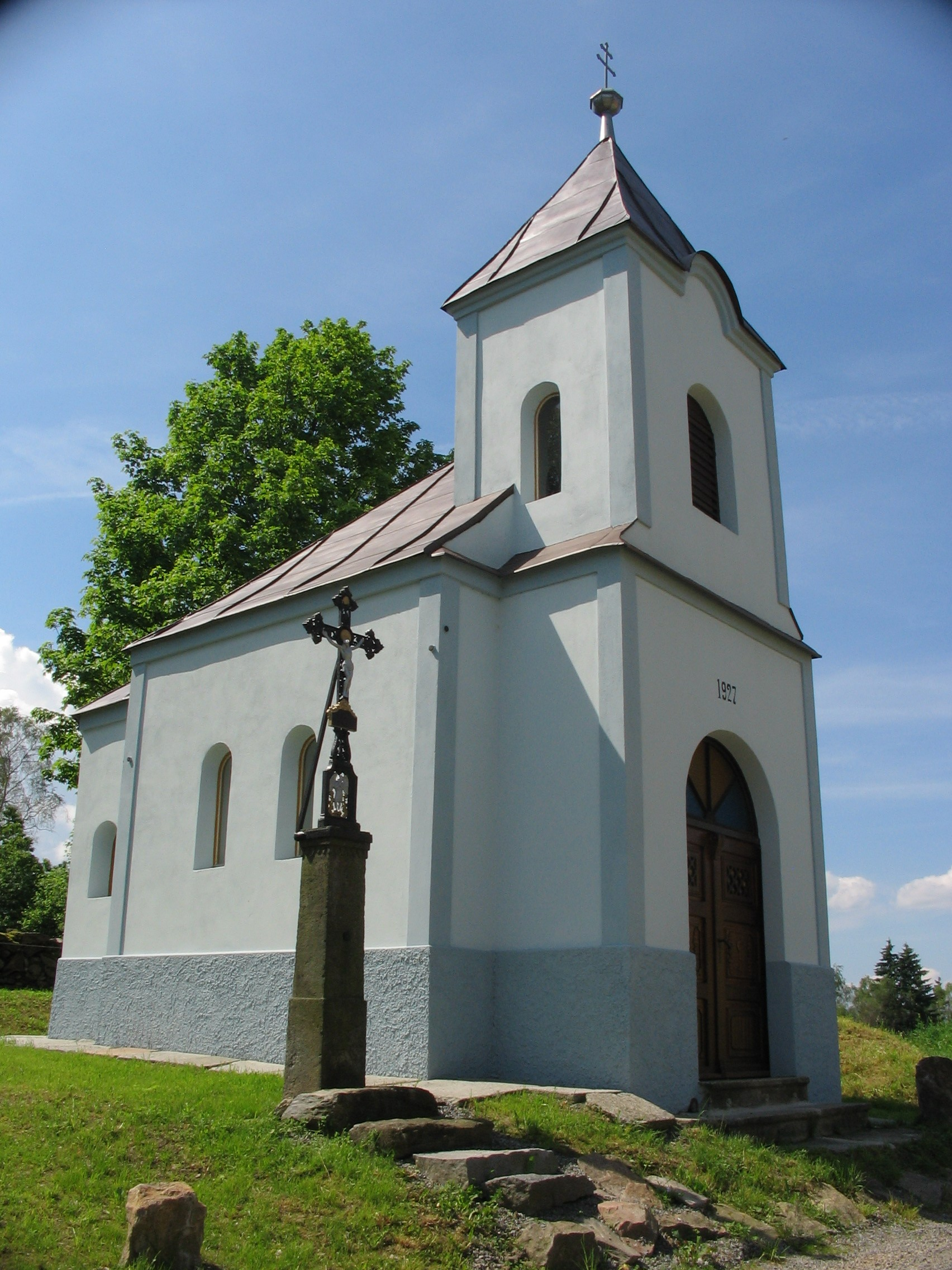
Kaple
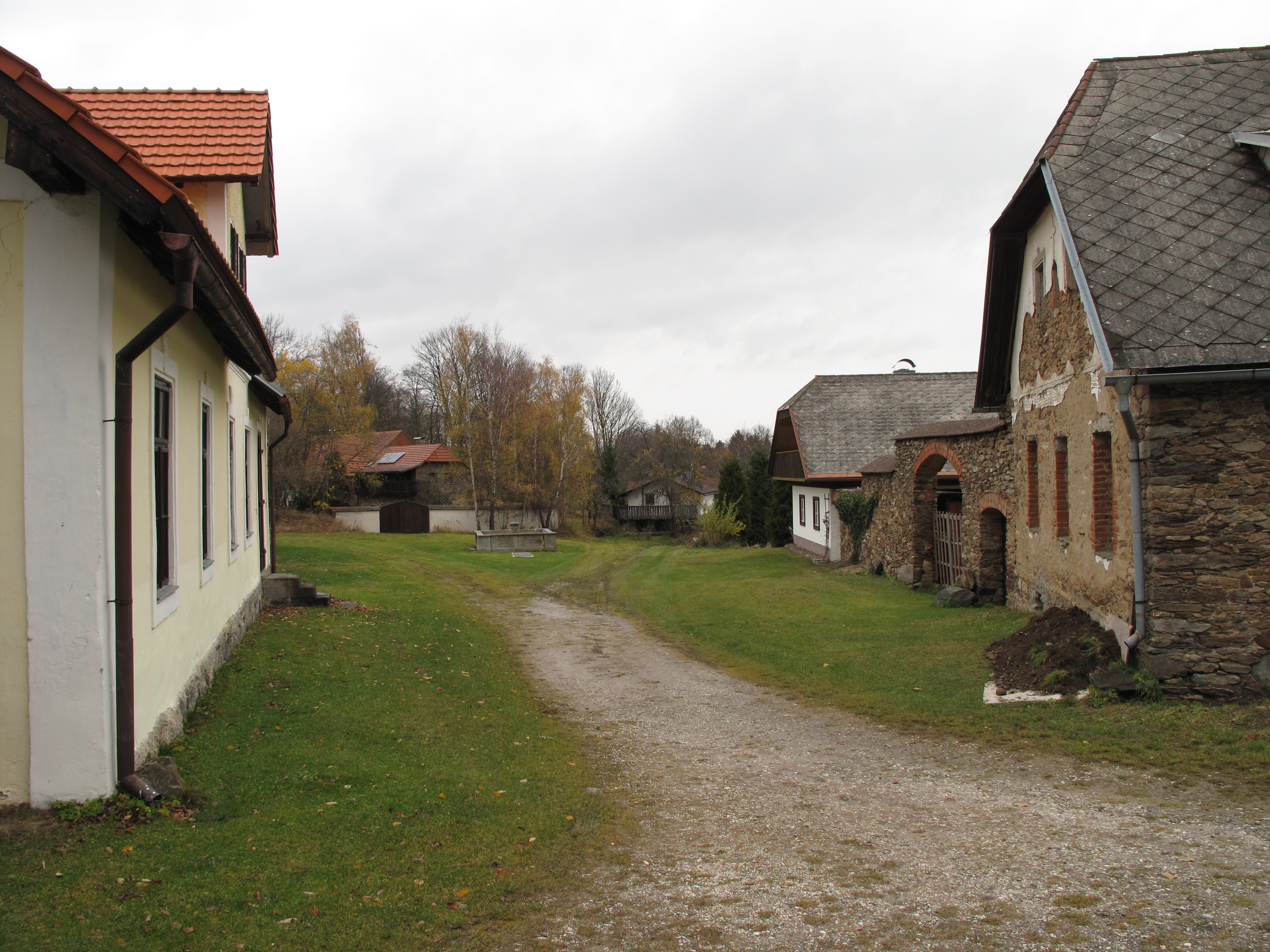
Pohled na náves od kaple
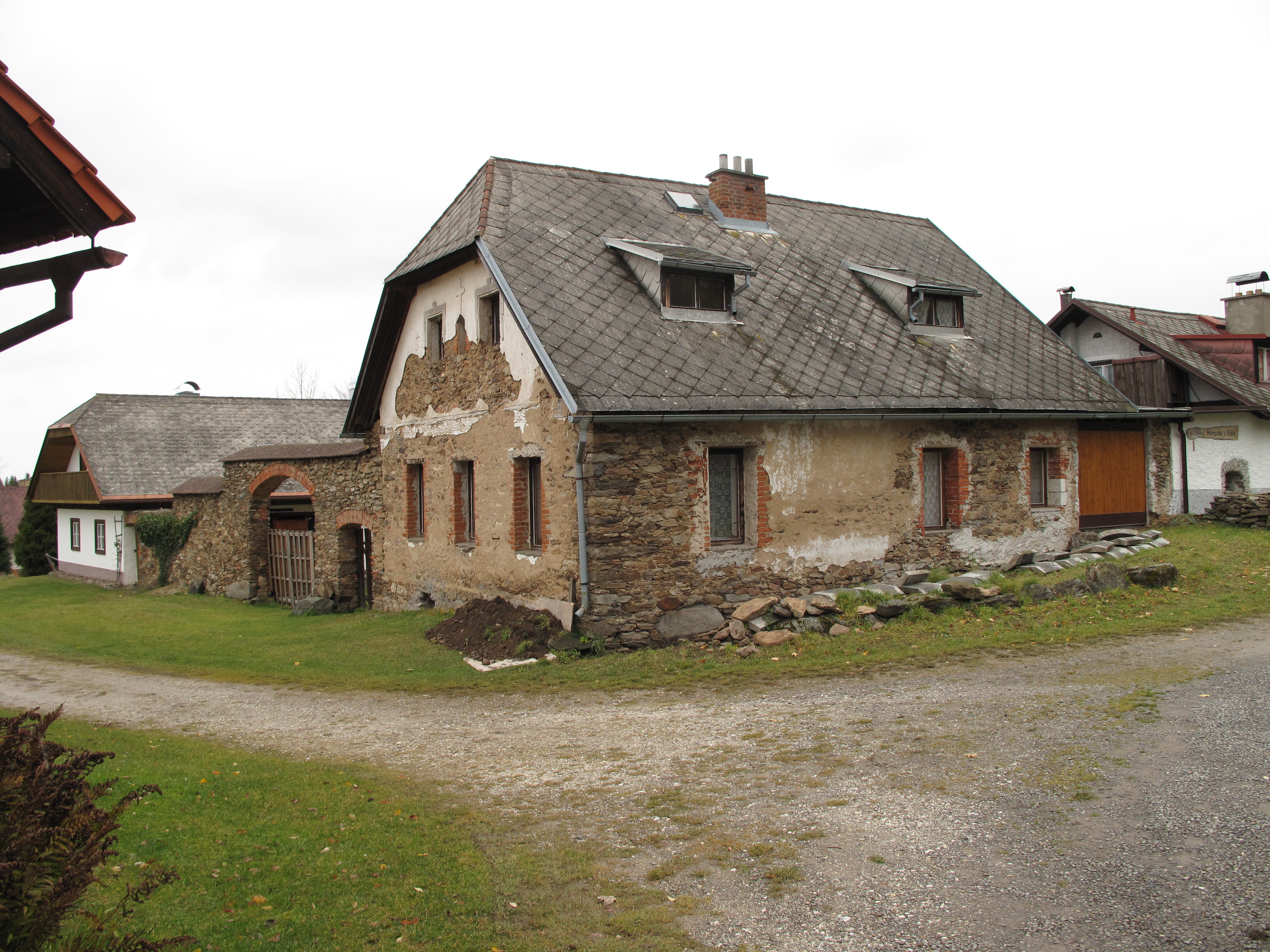
Jeden z domů na návsi